# Partido dos Livres Pensadores
O Partido dos Livres Pensadores ou Partido da Livre Opinião (em grego:  Κόμμα των Ελευθεροφρόνων) foi um partido nacionalista e monarquista grego fundado e liderado por Ioánnis Metaxás, primeiro-ministro e ditador da Grécia de 1936 a 1941.  Foi formalmente fundado em novembro de 1922, após a adoção do manifesto do partido, divulgado em 13 de outubro de 1922.  Metaxás teve o partido e todos os outros partidos dissolvidos na sequência do estabelecimento do Regime de 4 de Agosto, no qual governou como oficial independente. 
A primeira declaração programática do partido foi publicada no diário Nea Imera em 13 de outubro de 1922.

## Resultados eleitorais

### Eleições gerais
| Eleição | Votos   | %     | Assentos |
| ------- | ------- | ----- | -------- |
| 1926    | 151,660 | 15.78 | 52 / 286 |
| 1928    | 53,958  | 5.3   | 1 / 250  |
| 1932    | 18,591  | 1.59  | 3 / 254  |
| 1933    | 25,758  | 2.3   | 6 / 248  |
| 1936    | 50,137  | 3.9   | 7 / 300  |

### Eleições para o Senado
| Eleição | Votos  | %    | Assentos |
| ------- | ------ | ---- | -------- |
| 1929    | 22,518 | 2.73 | 2 / 92   |